# District de Moyenne-Franconie
Le district de Moyenne-Franconie (en allemand, Regierungsbezirk Mittelfranken) est l'une des trois circonscriptions de Franconie et l'une des sept circonscriptions de Bavière. Il est limitrophe du Land de Bade-Wurtemberg ainsi que des circonscriptions bavaroises de Haute-Bavière, Haute-Franconie, Basse-Franconie, Souabe et Haut-Palatinat.

## Paysages et cultures
Les terres fertiles arables du « Gollachgau » et de la « Windsheimer Bucht » forment le début dans cette série diversifiée de petites zones cultivées. La glaise de lœss donne ici un terrain favorable à la betterave sucrière et au blé. Tandis que l'agriculture marque le paysage de la Moyenne-Franconie occidentale, la viticulture y est plutôt rare. Deux crus sont à mentionner : « Weimersheimer Roter Berg » et « Bullenheimer Paradies ».
Très tôt déjà, le houblon a pris la succession de la vigne dans ces sphères méridionales. Les toits à pignons pentus des maisons houblonnières de Spalt servent d'emblème pour la partie basse du « Rezatgrund ». Ce sont les ombelles qui donnent à la bière franconienne son moût véritable. 
Le « Kren » (raifort) qui accompagne les fameuses saucisses grillées de Franconie, est cultivé dans le « Knoblauchsland » (le pays de l'ail) au nord de Nuremberg. Le sable fin en couches profondes du lœss fournit l'humidité nécessaire au raifort. Aujourd'hui encore, les vendeurs de raiforts font du porte à porte. La culture des légumes, du tabac et des fruits donnent à des contrées entières leur caractère unique. 
L'eau et son exploitation ont également marqué le paysage de la Moyenne-Franconie. Dès le Moyen Âge, l'élevage des carpes fit naître dans le « Oberer Aischgrund » un paysage exceptionnel d'étangs. Les roues hydrauliques de la Regnitz embellissent le panorama et  sont les témoins de l'histoire récente de la technique. Dans la région près d'Erlangen, on rencontre sur les rives de la Rezat et de la Wörnitz plusieurs moulins. La plupart d'entre eux sont abandonnés et livrés à la ruine.
Le récent canal Rhin-Main-Danube a façonné un paysage d'un tout nouveau type, créé avec les eaux endiguées artificiellement de l'Altmühl, près de Gunzenhausen, ainsi que les cours d'eau du Brombach et de l'Igelsbach plus à l'est. Dans cette ancienne région de culture à caractère essentiellement rural on a créé une attraction touristique : le « Neue Fränkische Seenland » (= le nouveau paysage de lacs franconiens).

## Administration territoriale

Le district comprend sept arrondissements et cinq villes-arrondissements.

### Villes-arrondissements(Kreisfreie Städte)
1. Ansbach
2. Erlangen
3. Fürth
4. Nuremberg
5. Schwabach

### Arrondissements(Landkreise)
1. Arrondissement d'Ansbach
2. Arrondissement d'Erlangen-Höchstadt
3. Arrondissement de Fürth
4. Arrondissement de Neustadt an der Aisch-Bad Windsheim
5. Arrondissement du Pays-de-Nuremberg
6. Arrondissement de Roth
7. Arrondissement de Weissenburg-Gunzenhausen

### Anciens arrondissements (1862-1972)
1. Arrondissement d'Ansbach
2. Arrondissement de Dinkelsbühl (de)
3. Arrondissement d'Eichstätt
4. Arrondissement d'Erlangen (de)
5. Arrondissement de Feuchtwangen (de)
6. Arrondissement de Fürth
7. Arrondissement de Gunzenhausen (de)
8. Arrondissement d'Hersbruck (de)
9. Arrondissement d'Hilpoltstein (de)
10. Arrondissement de Lauf-sur-la-Pegnitz (de)
11. Arrondissement de Neustadt-sur-l'Aisch (de)
12. Arrondissement de Nuremberg (de)
13. Arrondissement de Rothembourg-sur-la-Tauber (de)
14. Arrondissement de Scheinfeld (de)
15. Arrondissement de Schwabach (de)
16. Arrondissement d'Uffenheim (de)
17. Arrondissement de Weissembourg-en-Bavière (de)

## Économie
Alors que l'ouest de la Moyenne-Franconie est plutôt rurale, l'activité industrielle se concentre dans la partie est de la circonscription, principalement dans l'agglomération Nuremberg-Fürth-Erlangen-Schwabach (761 000 habitants au 31 déc. 2007). Mesurée à son PIB, la Moyenne-Franconie est une des régions les plus prospères de l'UE avec un index de 137,2 (UE à 27: 100, Allemagne: 115,8) (données 2004).
Principales entreprises privées présentes ou ayant leur siège en Moyenne-Franconie:
| - Siemens - Schaeffler KG (Marques INA, FAG, LuK) - Karstadt, Quelle - DATEV (de) - Bosch - MAN - adidas - Diehl - Nürnberger Versicherung (de) (assurances) - Areva NP Gmbh - AEG Appareils Électroménagers | - Stabilo - GfK - Playmobil - Oechsler (de) - Leoni - Staedtler - Puma - Uvex - Faber-Castell - Simba-Dickie-Group |